# 南郷村 (宮崎県)
南郷村（なんごうそん）は、宮崎県東臼杵郡にあった村。百済王伝説を基にした観光事業を展開していた。
2006年1月1日、西郷村および北郷村と合併（新設合併）して美郷町となったことから地方公共団体としては消滅し、現在は地域自治区「南郷」となっている。

## 地理
九州山地に含まれ、東西を小丸川が流れる。村域のほとんどが山林で占められている。

## 歴史
- 1889年5月1日 - 町村制施行に伴い東臼杵郡神門村、上渡川村、中渡川村、水清谷村、鬼神野村が合併し南郷村が発足。
- 1948年4月1日 - 東臼杵郡西郷村の一部を編入。
- 2006年1月1日 - 東臼杵郡西郷村、北郷村と合併し、町制施行して美郷町となり消滅。

## 交通

### バス路線
- 宮崎交通

### 道路
- 国道388号
- 国道446号

## 名所・旧跡・観光スポット・祭事・催事

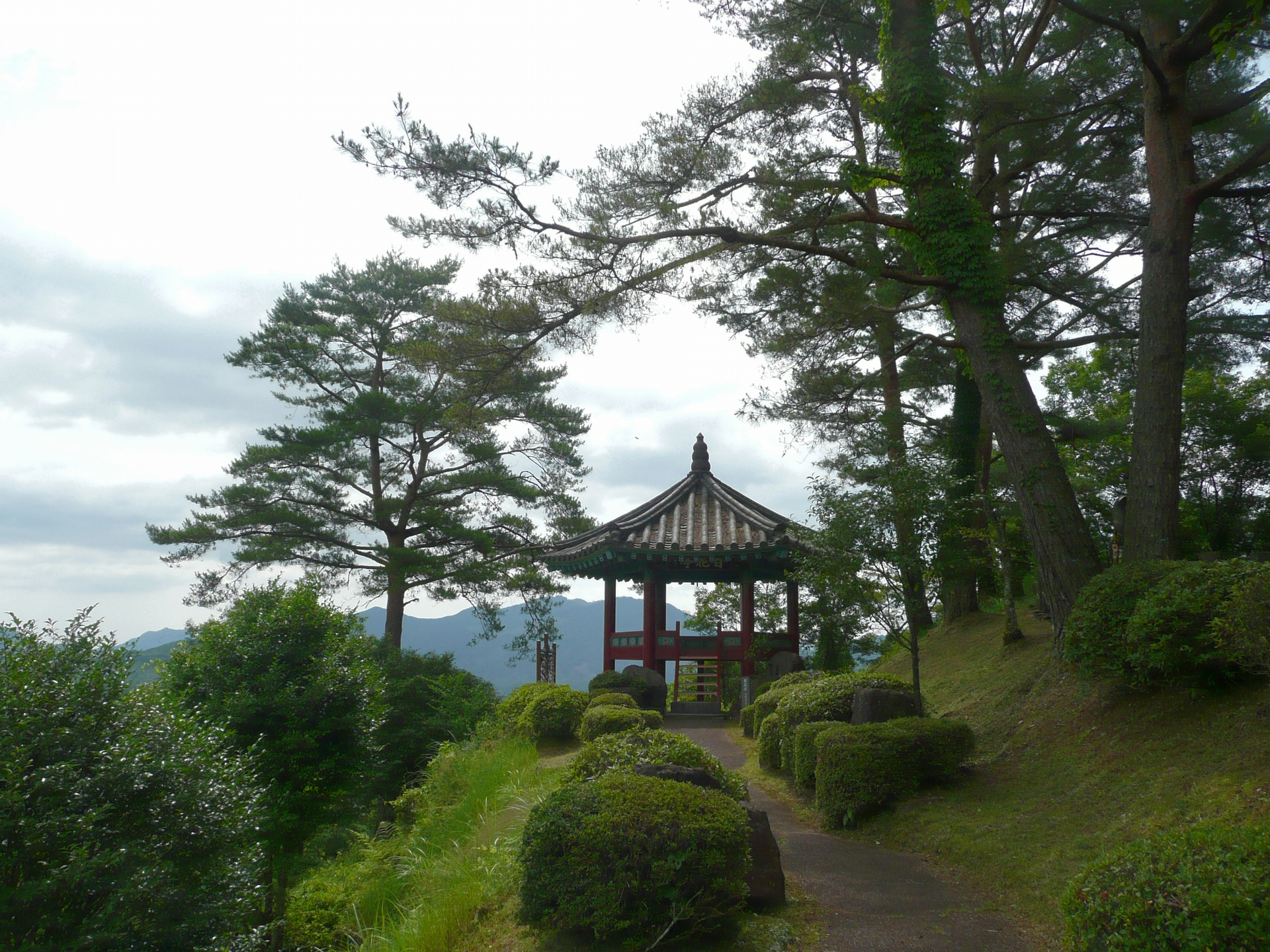
恋人の丘

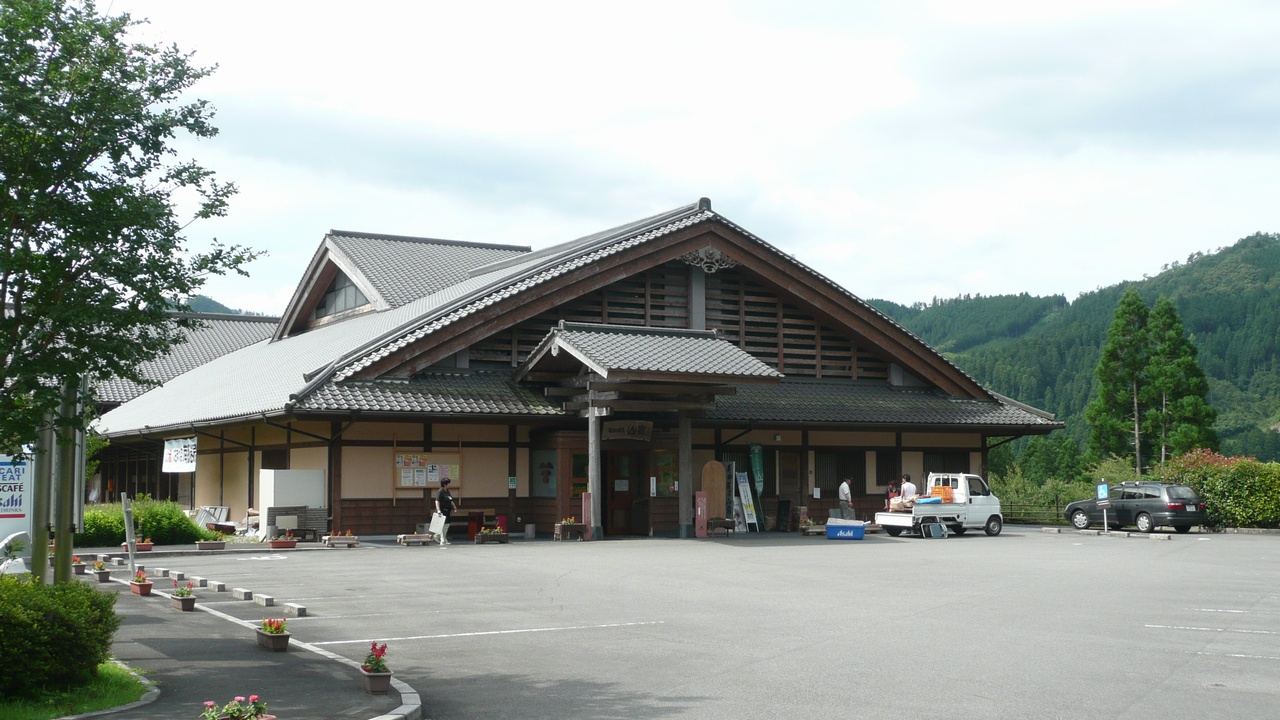
南郷温泉山霧

- 百済の里
  - 西の正倉院
- 恋人の丘
- 神門神社
- 南郷温泉山霧

## 関連資料
- 百済王族伝説の謎（日向・百済・飛鳥はトライアングルだった）、荒木博之編、三一書房、1998